# Rudolf Carnap
Paul Rudolf Carnap (* 18. Mai 1891 in Ronsdorf, heute Stadtteil von Wuppertal; † 14. September 1970 in Santa Monica, Kalifornien) war ein deutscher Philosoph und einer der Hauptvertreter des logischen Empirismus. Für Carnap bestand die Aufgabe der Philosophie in der logischen Analyse der (Wissenschafts-)Sprache, wobei er als einer der ersten Theoretiker versuchte, die logischen Arbeiten von Gottlob Frege, Bertrand Russell und Alfred North Whitehead für erkenntnis- und wissenschaftstheoretische Fragestellungen nutzbar zu machen.

## Leben

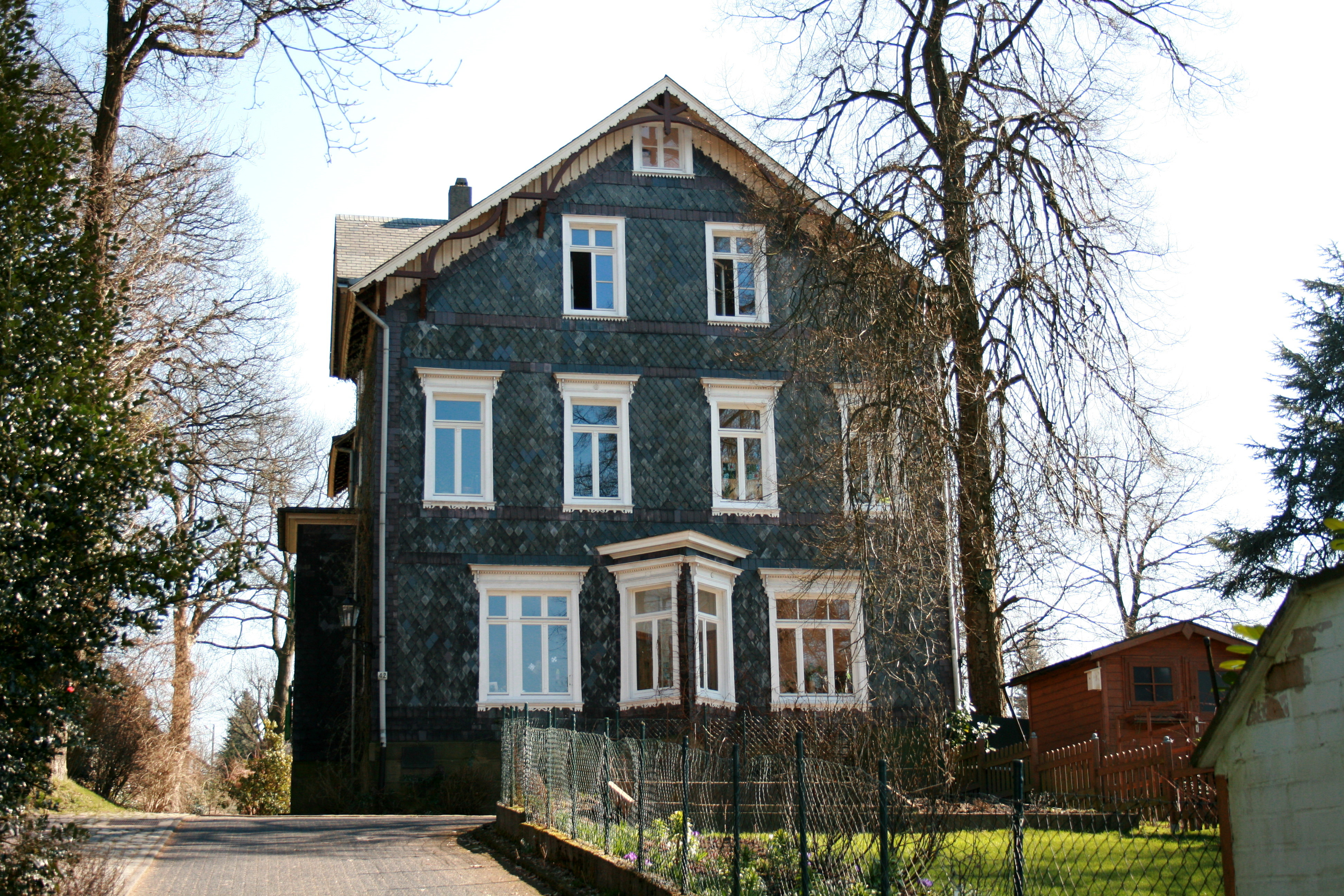
Carnaps Geburtshaus in Wuppertal

Rudolf Carnap wurde als Sohn tiefreligiöser Eltern geboren. Sein Vater, Johannes S. Carnap, der einer armen Weberfamilie entstammte, hatte es als Inhaber einer Weberei zu Wohlstand gebracht. Carnaps Mutter, Anna Carnap, war die Tochter des Pädagogen Friedrich Wilhelm Dörpfeld. Carnaps Geburtshaus, die sogenannte Villa Carnap, befindet sich heute in Ronsdorf in der Straße In der Krim in unmittelbarer Nähe der Ronsdorfer Anlagen.
Nach dem Tod des Vaters im Jahr 1898 zog die Familie zunächst nach Barmen, heute ebenfalls ein Stadtteil Wuppertals, wo der junge Carnap das humanistische Gymnasium besuchte. 1909 zog die Familie nach Jena, wo der Bruder der Mutter Wilhelm Dörpfeld Honorarprofessor an der Universität war. Hier erlangte Carnap sein Abitur am humanistischen Gymnasium Carolo-Alexandrinum.
Im Anschluss studierte Carnap von 1910 bis 1914 Mathematik, Physik und Philosophie in Jena (unter anderem bei Gottlob Frege) und Freiburg. Hier engagierte er sich in der Jugendbewegung, insbesondere im sogenannten Serakreis um Eugen Diederichs und in der Akademischen Vereinigung Jena. Bei Ausbruch des Ersten Weltkriegs wurde er Soldat im deutschen Heer. Nach dem Krieg nahm Carnap sein Philosophiestudium wieder auf und promovierte 1921 mit der Arbeit Der Raum beim Neukantianer Bruno Bauch. 1926 folgte die Habilitation mit seinem ersten Hauptwerk Der logische Aufbau der Welt an der Wiener Universität, an der er anschließend bis 1931 als Privatdozent tätig war und als führendes Mitglied maßgeblichen Anteil an den Diskussionen des Wiener Kreises hatte. Er war mit Elisabeth Carnap (genannt Eli, * 1895) verheiratet. Sie wurde etwa 1930 die Lebensgefährtin des Graphologen und Philosophen Broder Christiansen. Von 1931 bis 1935 hatte Carnap eine außerordentliche Professur für Naturphilosophie an der Deutschen Universität Prag inne.
1936 emigrierte er auf Vermittlung von Charles W. Morris und Willard Van Orman Quine in die USA, wo er zunächst an der University of Chicago unterrichtete. 1941 wurde er Staatsbürger der Vereinigten Staaten. Von 1952 bis 1954 war er Professor an der Princeton University, bevor er 1954 einem Ruf an die University of California, Los Angeles folgte, wo er bis zu seiner Emeritierung 1961 lehrte.
Er starb am 14. September 1970 in Santa Monica.
Mit 14 Jahren erlernte Carnap Esperanto, besuchte 1908 (Dresden), 1922 (Helsinki), 1924 (Wien) und 1925 (Genf) den Welt-Esperanto-Kongress und wandte diese Sprache bei einer Europa-Reise praktisch an. In seiner Autobiografie von 1963 äußert er sich sehr positiv zum Esperanto.

### Religion
Bereits in seiner Jugend distanzierte er sich innerlich von der Religiosität seiner Eltern und zog vor allem in seinen Studienjahren den Glauben an einen personalen Gott und an die übernatürlichen Elemente religiöser Doktrinen zunehmend in Zweifel. Sein Weltbild löste sich in der Folge vom Übernatürlichen und näherte sich zunächst einem Pantheismus in der Tradition Goethes und Spinozas an. Als er erkannte, dass der Pantheismus bestenfalls als emotional-ethische Auffassung haltbar ist, jedoch keine wissenschaftliche Basis hat, gelangte er schließlich zu einem Naturalismus, nach dem alle Ereignisse Teil der Natur sind.

### Politik
Entgegen dem verbreiteten Vorurteil, Carnap sei ein unpolitischer Positivist gewesen (und habe damit angeblich die politische und gesellschaftliche Reaktion begünstigt), hat Carnap sich zeit seines Lebens politisch engagiert. Nachdem er sich zunächst, wie viele seiner Freunde aus dem Serakreis, aus Pflichtgefühl, aber ohne die anfänglich weit verbreitete Kriegsbegeisterung, freiwillig zum Ersten Weltkrieg meldete, in dem er verwundet und für Tapferkeit ausgezeichnet wurde, wich aufgrund seiner Erfahrung mit den Grausamkeiten an der Front seine zunächst nur romantisch-jugendliche Opposition einer fundierteren kritischen Einstellung gegenüber Krieg, Militarismus, Nationalismus und Chauvinismus. Er trat daraufhin in die USPD ein und verfasste Artikel für linke Untergrund-Flugblätter, wie etwa die Politische Rundbriefe, sowie heimliche Rundbriefe mit Ausschnitten der Auslandspresse an seine Freunde an der Front. Später gehörte er dem linken Flügel des Wiener Kreises an. In den USA unterstützte er aktiv die Bürgerrechts- und die Anti-Vietnamkriegs-Bewegung. Das FBI legte eine Akte über Rudolf Carnap an.

## Werk
In seinem ersten Hauptwerk Der logische Aufbau der Welt (1928) setzte Carnap sich für eine empiristische Rekonstruktion der Wissenschaft ein. Er versuchte dabei zu zeigen, dass sich alle Begriffe, die sich auf die physische Außenwelt, die mentalen Zustände Anderer oder auf kulturell-soziale Vorgänge beziehen, letztlich auf eine eigenpsychische Basis zurückführen lassen (auf Elementarerlebnisse), d. h. auf Begriffe, die den jeweiligen subjektiven Erlebnisstrom eines Beobachters betreffen.
In Scheinprobleme in der Philosophie. Das Fremdpsychische und der Realismusstreit (1928) und dem Aufsatz Überwindung der Metaphysik durch logische Analyse der Sprache (1932) erhob er auf der Grundlage einer verifikationistischen Semantik den Vorwurf der Sinnlosigkeit gegen die traditionellen Probleme der Metaphysik. Unter den zeitgenössischen Philosophen kritisierte er dabei vor allem Martin Heidegger. 1930 begründete er mit Hans Reichenbach die philosophische Zeitschrift Erkenntnis.
Unter dem Einfluss von Otto Neurath distanzierte sich Carnap in den frühen 1930er Jahren zunehmend von der Idee eines Konstitutionssystems mit eigenpsychischer Basis und entwickelte unter anderem in seinem Aufsatz Die physikalische Sprache als Universalsprache der Wissenschaft (1931) eine physikalistische Sprachauffassung, innerhalb derer nicht mehr eigenpsychische Phänomene, sondern intersubjektiv zugängliche physische Gegenstände die primären Bezugsobjekte sind.
In seinem zweiten Hauptwerk Logische Syntax der Sprache (1934) plädierte Carnap dafür, Philosophie durch „Wissenschaftslogik“ – d. h. durch die logische Analyse der Wissenschaftssprache – zu ersetzen:

„Die Bezeichnung ‚Wissenschaftslogik‘ wollen wir in einem recht weiten Sinn verstehen. Es soll damit das Gebiet aller der Fragen gemeint sein, die man etwa als reine und angewandte Logik, als logische Analyse der einzelnen Wissenschaftsgebiete oder der Wissenschaft im ganzen, als Erkenntnistheorie, als Grundlagenprobleme oder ähnlich zu bezeichnen pflegt.“

Sein drittes Hauptwerk Meaning and Necessity: A Study in Semantics and Modal Logic (1947; deutsch Bedeutung und Notwendigkeit) befasste sich mit den modallogischen Grundlagen der Sprachphilosophie. In der Philosophie des Geistes stand Carnap dem Behaviorismus nahe.
Carnaps besonderes Interesse galt dem Aufbau formaler Logiksysteme. Mit seinem „Toleranzprinzip“ und dem Prinzip der Konventionalität der Sprachformen betonte er jedoch stets die Vielzahl alternativer Sprachkalküle. Bedeutsames leistete er auch im Bereich der Wahrscheinlichkeitstheorie. In seinem vierten Hauptwerk Logical Foundations of Probability (1950, deutsch Induktive Logik und Wahrscheinlichkeit als gekürzte Fassung) befasste er sich mit Fragen der induktiven Wahrscheinlichkeiten und unterschied zwischen statistischer und logischer Wahrscheinlichkeit. Er reagierte hiermit auf die wissenschaftstheoretischen Arbeiten Karl Poppers, dessen Kritik am Induktivismus er teilweise akzeptierte, dessen Deduktivismus er aber für reale wissenschaftliche Theorien wegen ihrer überwiegend probabilistischen Natur als nicht durchführbar strikt ablehnte. Carnap verteidigte weiterhin den Gedanken einer erhöhten Wahrscheinlichkeit empirisch gut bestätigter wissenschaftlicher Theorien. Als in Carnaps Tradition stehend werden heute zum Beispiel das Bayessche Modell der Bestätigung empirischer Theorien angesehen. Auch ist es inzwischen im Rahmen des Strukturalistischen Theorienkonzepts, in der Modellklassen die Rolle von Sätzen übernehmen, gelungen, den Wahrscheinlichkeitsbegriff so einzuführen, dass von Null verschiedene Bestätigungsgrade für Theorien berechnet werden können. Da damit die Möglichkeit der Berechnung von Bestätigungsgraden auch für reale wissenschaftliche Theorien in den Bereich des Möglichen rückt, bedeutet das einen wichtigen Schritt in der Tradition Carnaps.
In der Meta-Ethik vertrat er eine „Emotivismus“ (oder auch „Nichtkognitivismus“) genannte Position, nach der absolute Wertaussagen darüber, was getan werden soll, emotive und motivative, aber keine kognitiven Bedeutungskomponenten besitzen. Dies war auch der Grund, warum er darauf verzichtete, ethische und sozialpolitische Gedanken in seine philosophischen Arbeiten einzubeziehen, was zu dem Irrtum beitrug, dass diese für ihn schlicht keine Relevanz besäßen.

## Wirkung
Carnap hatte einen nachhaltigen Einfluss auf die Entwicklung der analytischen Philosophie, die sich jedoch inhaltlich v. a. seit Mitte des 20. Jahrhunderts von ihm zu lösen begann. Die Auffassung, die Aufgabe der Philosophie bestehe wesentlich in der Konstruktion künstlicher, logisch stringenter „Wissenschaftssprachen“, wurde im Rahmen des linguistic turn zugunsten der Analyse der normalen Umgangssprache zurückgedrängt; wichtig war hier vor allem das Spätwerk Ludwig Wittgensteins, von dem Carnap vermutlich keine Notiz mehr nahm.
Willard van Orman Quine stellte in seinem Aufsatz „Two Dogmas of Empiricism“ unter anderem Carnaps strenge Differenzierung zwischen logisch-analytischen und empirischen Wahrheiten in Frage. Einerseits seien „Analytizität“ und „Bedeutung“ problematische bzw. schwer zu definierende Begriffe, andererseits sei die Bedeutung von Begriffen ihrerseits nur empirisch zu untersuchen und damit nie endgültig zu klären. Carnap widersetzte sich dieser Kritik mit der Differenzierung zwischen natürlichen und künstlichen Sprachen; in den letzteren (um die es ihm ja hauptsächlich ging) könnten Bedeutung von Begriffen und logische/analytische Wahrheit von Sätzen einfach per Beschluss festgelegt werden.
Im Bereich der Induktion wurde Carnap besonders von Karl Popper kritisiert, der in seiner „Logik der Forschung“ alle induktivistischen Bestätigungspositionen bezüglich empirischer Theorien zurückwies und durch einen hypothetischen Deduktivismus ersetzte; auch alle Versuche zur Aufstellung eines empiristischen Sinnkriteriums wies er zurück, stattdessen sei nach einem Abgrenzungskriterium zwischen empirischer Wissenschaft und Metaphysik zu suchen. Carnap versuchte die Idee einer erhöhten Wahrscheinlichkeit empirisch bewährter Theorien zu verteidigen.
Die heutigen analytischen Philosophen orientieren sich eher an dem präzisen Stil des Philosophierens, den Carnap zu etablieren versuchte, weniger an seinen inhaltlichen Positionen. Spätestens seit den 1980er Jahren ist die sogenannte „analytische Metaphysik“ einer der am stärksten florierenden Zweige der analytischen Philosophie (siehe auch: Analytische Ontologie).

## Mitgliedschaften
1948 wurde Carnap in die American Academy of Arts and Sciences gewählt. 1955 wurde er korrespondierendes Mitglied der British Academy.

## Veröffentlichungen (Auswahl)
- Der Raum. Ein Beitrag zur Wissenschaftslehre. Berlin 1922.
- Über die Aufgabe der Physik und die Anwendung des Grundsatzes der Einfachstheit. In: Kant-Studien. Band 28, 1923, S. 90–107.
- Über die Abhängigkeit der Eigenschaften des Raumes von denen der Zeit. In: Kant-Studien. Band 30, 1925, S. 331–345.
- Physikalische Begriffsbildung. G. Braun, Karlsruhe 1926 (66 S.). Unveränderter reprografischer Nachdruck der Ausgabe Karlsruhe 1926: Physikalische Begriffsbildung. Wissenschaftliche Buchges., Darmstadt 1966 (65 S.).
- Scheinprobleme in der Philosophie. Das Fremdpsychische und der Realismusstreit. Berlin-Schlachtensee 1928. Neuauflage Hamburg 2004, ISBN 978-3-7873-1728-8.
- Der logische Aufbau der Welt. Berlin-Schlachtensee 1928. Neuaufl. Hamburg 1998. ISBN 978-3-7873-1464-5.
- Abriss der Logistik, mit besonderer Berücksichtigung der Relationstheorie und ihrer Anwendungen. Wien 1929.
- Die Mathematik als Zweig der Logik. In: Blätter für deutsche Philosophie. Jg. 4, 1930.
- Die logizistische Grundlegung der Mathematik. In: Erkenntnis. Jg. 2, 1931/1932, S. 91–105.
- Überwindung der Metaphysik durch logische Analyse der Sprache. In: Erkenntnis. Jg. 2, 1931/1932, S. 219–241[16]
- Die physikalische Sprache als Universalsprache der Wissenschaft. In: Erkenntnis. Jg. 2, 1931/1932, S. 432–465.
- Psychologie in physikalischer Sprache. In: Erkenntnis. Jg. 3, 1932/1933, S. 107–142.
- Logische Syntax der Sprache. Wien 1934; 2. Auflage 1968.
- Testability and Meaning. In: Philosophy of Science. Jg. 3, 1936, S. 419–471, und Jg. 4, 1937, S. 1–40.
- als Hrsg. mit Otto Neurath und Charles Morris (Hrsg.): International Encyclopedia of Unified Science. Jg. 2 Bände. University of Chicago Press, Chicago / Cambridge University Press, Cambridge 1938 ff.:
- mit Otto Neurath, Niels Bohr, John Dewey, Bertrand Russell und Charles W. Morris: Encyclopedia and Unified Science (= International Encyclopedia of Unified Science. Band 1, Nr. 1). Chicago 1938.
- Foundations of Logic and Mathematics (= International Encyclopedia of Unified Science. Band 1, Nr. 3). Chicago 1939; 12. Auflage 1967.
- Introduction to Semantics. Harvard 1942.
- Formalization of Logic. Harvard 1943.
- Meaning and Necessity: A Study in Semantics and Modal Logic, Chicago 1947, erw. Ausg. 1956.
- Logical Foundations of Probability. Chicago 1950.
- Empiricism, Semantics, and Ontology, aus Revue Internationale de Philosophie. Jg. 4, 1950 S. 20–40
- The Continuum of Inductive Methods. Chicago 1952.
- Zusammen mit Y. Bar Hillel: An outline of the theory of Semantic information. Research Laboratory of Electronic, Massachusetts Institute of Technology, Report No. 247, 1952.
- Einführung in die symbolische Logik, mit besonderer Berücksichtigung ihrer Anwendungen. Wien 1954, 2. Auflage 1960
- Introduction to Symbolic Logic with Applications. Dover 1958.
- Induktive Logik und Wahrscheinlichkeit. Wien 1959.
- Intellectual Autobiography. In: P. A. Schilpp (Hrsg.): The Philosophy of Rudolf Carnap. Open Court, La Salle (Illinois) 1963 (siehe unten).
- Philosophical Foundations of Physics. New York 1966.
- Einführung in die Philosophie der Naturwissenschaft, Originaltitel Philosophical Foundations of Physics, übers. von Walter Hoering, Nymphenburger Verlagshandlung, München 1969.
- Studies in inductive logic and probability. Vol. 1, Berkeley 1971.
- Grundlagen der Logik und Mathematik (Originaltitel Foundations of Logic and Mathematics [1939]). Übers. mit einem Nachwort und einer kritischen Bibliographie versehen von Walter Hoering, München 1973.

### Posthume Veröffentlichungen
- Two essays on entropy. Posthum hrsg. von Abner Shimony, Berkeley 1977.
- Studies in inductive logic and probability. Vol. 2, posthum hrsg. von R. C. Jeffrey, Berkeley 1980.
- Mein Weg in die Philosophie (selbständig erschienene deutsche Übersetzung von „Intellectual Autobiography“ [1963]). Stuttgart 1993.
- Tagebücher Band 1: 1908–1919, postum hrsg. von Christian Damböck, Hamburg 2022, ISBN 978-3-7873-4036-1
- Tagebücher Band 2: 1920–1935, postum hrsg. von Christian Damböck, Hamburg 2022, ISBN 978-3-7873-4038-5
- Rudolf Carnap | Otto Neurath. Briefwechsel. Herausgegeben von Christian Damböck und Johannes Friedl und Ulf Höfer, Meiner Verlag, Hamburg 2024 (Open-Access-PDF).